# SW意大利航空
SW意大利航空是一家以意大利米蘭-馬爾彭薩機場為基地的貨運航空公司，是丝绸之路航空在意大利的子公司，在2015年成立 ，營運歐亞貨運航線。2017年2月，航空公司接收第二架B747-400F飛機，但在2018年11月退回給母公司。

## 機隊

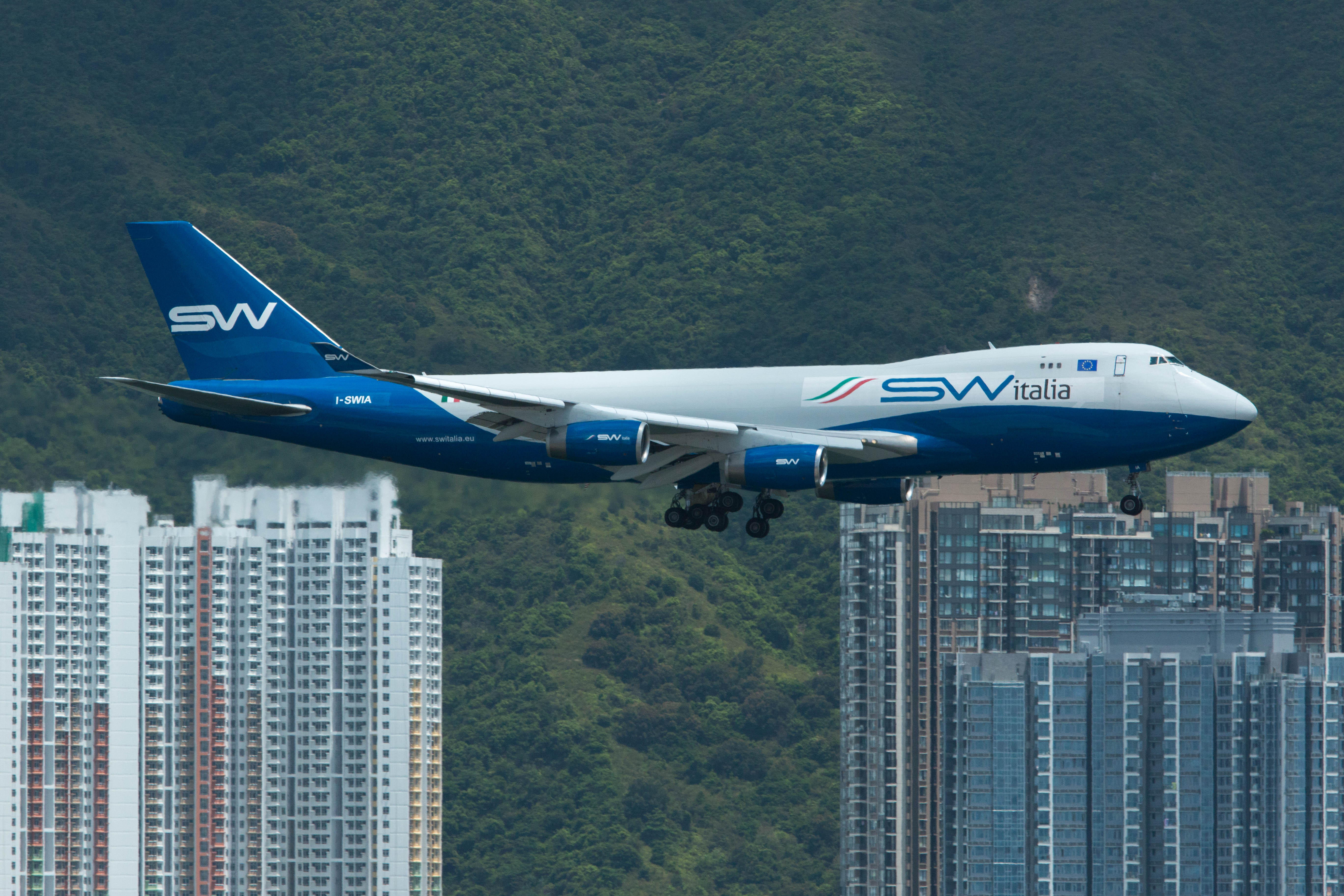
SW意大利航空的747-400F

截至2019年4月，SW意大利航空機隊如下：
- 1架波音747-400F